# Alexis Bouvard
Alexis Bouvard (27. června 1767 – 7. června 1843) byl francouzský astronom, který na základě detailní analýzy pohybu vnějších planet sluneční soustavy a jejich gravitačních odchylek v dráze oběhu předpověděl a spočetl za drahou Uranu existenci další planety - Neptunu.

## Život
Alexis Bouvard se narodil v Contamines-Montjoie ve francouzských Alpách. K jeho vědeckým úspěchům patří objev osmi komet a sestavení astronomických tabulek pro Jupiter, Saturn a Uran. Zatímco dvoje první tabulky byly velmi přesné, poslední vykazovaly při porovnání s následnými pozorováními podstatné rozpory. To vedlo Bouvarda k domněnce, že musí existovat osmá planeta, která je odpovědná za nepravidelnosti v oběžné dráze Uranu. Pozici Neptunu pak na základě Bouvardových pozorování vypočetli po jeho smrti nezávisle na sobě John Couch Adams a Urbain Le Verrier.
Bouvard byl ředitelem pařížské hvězdárny a v Paříži také zemřel.